# 三勝製帽
三勝製帽股份有限公司（英語：San Sun Hat & Cap Co., Ltd），簡稱「三勝製帽」，台灣區帽子輸出業同業公會會員之一。

## 簡史
- 2001年4月30日，陳水扁總統前往台中縣大甲鎮三勝製帽與員工共進午餐。[2]
- 2003年10月，三勝製帽董事長戴勝通，隨陳水扁總統出訪巴拿馬。[3]
- 2006年1月，三勝製帽資遣大甲廠全部201名員工。[4]
- 2007年，三勝製帽遭台灣土地銀行列為億元呆帳大戶，轉呆帳金額為新台幣1.1億元。[5]
- 2008年1月，三勝製帽積欠員工薪資三個月至半年，員工罷工抗議。[6]
- 2009年在台灣臺中縣大甲鎮庄美里興安路130號的廠房近2000坪的土地，地方法院以每坪4.5萬元台幣拍賣出去。
- 2009年10月，其私人住處大甲花園城15F及16F共91坪，目前仍在台中地方法院進行第三次拍賣。